# Emanuel Slavíček
Emanuel Slavíček (7. května 1921, Kyšperk – 8. října 1945, Pardubice) byl československý fotbalista, útočník.

## Fotbalová kariéra
Hrál za SK Pardubice, premiéru v ligovém utkání měl v září 1939 v domácím utkání na pardubickém stadionu proti SK Slezská Ostrava. V dalších letech odehrál v lize během 6 sezón celkem 87 utkání, ve kterých vstřelil 26 gólů. Zemřel na začátku sezóny 1945/1946, ve které ještě stihl odehrát 3 utkání a připsat si 1 gól. 

## Ligová bilance
| Ročník                 | Zápasy | Góly | Klub         |
| ---------------------- | ------ | ---- | ------------ |
| Národní liga 1939/1940 | 1      | 0    | SK Pardubice |
| Národní liga 1940/1941 | 14     | 5    | SK Pardubice |
| Národní liga 1941/1942 | 22     | 10   | SK Pardubice |
| Národní liga 1942/1943 | 22     | 6    | SK Pardubice |
| Národní liga 1943/1944 | 25     | 4    | SK Pardubice |
| Státní liga 1945/1946  | 3      | 1    | SK Pardubice |
| CELKEM                 | 87     | 26   |              |